# Vlag van Berg en Terblijt

Vlag van de gemeente Berg en Terblijt
(1971-1982)

De vlag van Berg en Terblijt is op 16 februari 1971 bij raadsbesluit vastgesteld als de gemeentelijke vlag van de voormalige Limburgse gemeente Berg en Terblijt. In 1982 werd de gemeente samen met Valkenburg-Houthem tot de nieuwe gemeente Valkenburg aan de Geul samengevoegd, waardoor de vlag als gemeentevlag kwam te vervallen.
De vlag kan als volgt worden beschreven:
Rood, met op de broeking een zwarte sleutel, de baard onder en naar de vlucht wijzend; in de vlucht een witte keper, opkomend uit de broeking.
De kleuren en de sleutel zijn deels ontleend aan het gemeentewapen van Berg en Terblijt, en uiteindelijk aan het Sint-Servaaskapittel in Maastricht; de keper en de kleur rood zijn ontleend aan een oud zegel.

## Verwante afbeeldingen

Het wapen van Berg en Terblijt
Het wapen van Limbricht

Ambt Montfort 
· Amby 
· Arcen en Velden 
· Baexem 
· Beegden 
· Belfeld 
· Bemelen 
· Berg en Terblijt 
· Bocholtz 
· Born 
· Broekhuizen 
· Cadier en Keer 
· Echt 
· Eijsden 
· Elsloo 
· Eygelshoven 
· Geleen 
· Grathem 
· Grubbenvorst 
· Haelen 
· Heel 
· Heel en Panheel 
· Heer 
· Helden 
· Herten
· Heythuysen 
· Hoensbroek 
· Horn 
· Horst 
· Hulsberg 
· Hunsel 
· Kessel 
· Klimmen 
· Limbricht 
· Linne 
· Maasbracht 
· Maasbree 
· Margraten 
· Meerlo-Wanssum 
· Meijel 
· Melick en Herkenbosch 
· Montfort 
· Munstergeleen 
· Neer 
· Nieuwenhagen 
· Nieuwstadt 
· Nuth 
· Ohé en Laak 
· Onderbanken 
· Ottersum 
· Posterholt 
· Roggel 
· Roggel en Neer 
· Schaesberg 
· Schinnen 
· Sevenum 
· Sint Odiliënberg 
· Sittard 
· Stevensweert 
· Stramproy 
· Susteren 
· Swalmen 
· Tegelen 
· Thorn 
· Ubach over Worms 
· Ulestraten 
· Urmond 
· Valkenburg-Houthem 
· Vlodrop 
· Wessem 
· Wittem